# حکیم یزقل حق‌نظر
حکیم یزقل حق‌نظر پزشک یهودی ایرانی دربار محمدشاه و ناصرالدین‌شاه بود.او با ملک‌جهان خانم، مادر ناصرالدین شاه، و جیران، از همسرهای محبوب او، رابطه گرمی داشت. پدر حق‌نظر در سال ۱۸۱۲ در دوره فتحعلی‌شاه از خوانسار به تهران آمده بود. حق‌نظر به عنوان بنیانگذار کنیسه حکیم در محله یهودیان تهران شناخته می‌شود. سه برادر او نیز پزشکان دربار بودند. برادرش حکیم موسی (درگذشت ۱۸۸۱) همچنین در زمان محمدشاه و ناصرالدین شاه خدمت می‌کرد.